# Peter Francisco (snooker)
Peter Francisco, južnoafriški igralec snookerja, * 13. februar 1962.

## Kariera
Francisco je izšel iz družine, v kateri so že po tradiciji igrali snooker. Njegov stric je bil Silvino Francisco, ki je na višku svoje kariere zasedal 10. mesto na svetovni jakostni lestvici. Silvinov oče je imel v lasti dve mizi za snooker in Petrov stric, Mannie, se je večkrat prebil v finale Svetovnih amaterskih prvenstev v snookerju in biljardu.
Peter Fransisco je v sezoni 1988/89 zasedal 14. mesto svetovne jakostne lestvice, dosežka ni nikdar presegel.

## Kontroverznost
Francisco je na Svetovnem prvenstvu leta 1995 izgubil dvoboj prvega kroga proti Jimmyju Whitu. Tik pred dvobojem so odpovedali vse stave, saj je bilo neobičajno veliko stav vplačanih na rezultat 10-2 v korist Whita, ki je bil, kot se je kasneje izkazalo, tudi končni izid dvoboja. Svetovna snooker zveza je dvoboj budno preučila in Francisca suspendirala za pet let.